# Molly of Denali
Molly of Denali je američka-kanadska animirana serija.  Autori su Dorothea Gillim i Kathy Waugh. Serija ima jednu sezonu i sve skupa 13 epizoda od po 23-25 minuta.